# Special Reserve
Special Reserve är ett samlingsalbum av rapparen Obie Trice. Albumet producerades av MoSS och släpptes den 15 december 2009. Special Reserve är ett slags förord till Trices album Bottom's Up. Det enda gästframträdandet på albumet finns med i låten Roughnecks, med Deuce Wonder. DJ Grouch (Turnstylez Crew) scratchar i låtarna Got Hungry, I Am, On & On och 4 Stories. G Koop sköter det instrumentella i nio av de elva låtarna. Albumet innehåller tio låtar och ett bonusspår. 
Albumet samlar Obie Trices låtar producerade tillsammans med MoSS mellan åren 1997 och 2000.

## Låtlista
1. "Welcome"
2. "Got Hungry"
3. "You've Been Slain"
4. "On & On"
5. "I Am"
6. "4 Stories"
7. "Roughnecks"
8. "Cool Cats"
9. "What You Want"
10. "Jack My Dick"
11. "Dope, Jobs, Homeless"